# 小行星5084
小行星5084（5084 Gnedin）是一颗绕太阳运转的小行星，为主小行星带小行星。该小行星于1977年3月26日发现。

## 轨道参数
小行星5084的轨道半长轴为3.1478513 UA，离心率为0.102。